# Immunogen
Immunogen, antygen pełnowartościowy - substancja, która może spowodować indukcję swoistej odpowiedzi odpornościowej. Immunogenami są zwykle białka.
Cechy substancji zwiększające jej immunogenność:
- duża masa cząsteczkowa
- złożona budowa
- mała rozpuszczalność
- możliwość łatwego tworzenia kompleksów z białkami MHC

Ponadto immunogenność wykazują substancje podane w dawkach niezbyt dużych, ale też nie za małych. W przypadku białek liczy się także podobieństwo do białek danego organizmu (im większe, tym większa immunogenność) oraz to, czy białko jest zdenaturowane, czy nie (zdenaturowane jest bardziej immunogenne).
Wpływ na immunogenność ma też droga podania danej substancji, przy czym podanie podskórne jest najbardziej efektywne we wzbudzeniu odpowiedzi odpornościowej.
Sposobem na zwiększenie immunogenności jest również zastosowanie adiuwantów, przy czym istotne jest, aby adiuwant uwalniał się powoli z miejsca podania.